# Edward Barrett
Edward Barrett (n. 3 noiembrie 1877, County Kerry, Munster⁠(d), Irlanda – d. 19 martie 1932, Londra, Anglia, Regatul Unit) a fost un luptător ce a reprezentat Irlanda, medaliat olimpic. A participat la două ediții ale Jocurilor Olimpice (1908, 1912) în care a câștigat o medalie de bronz.